# Vaccinium caudatum
Vaccinium caudatum är en ljungväxtart som beskrevs av Otto Warburg. Vaccinium caudatum ingår i Blåbärssläktet, och familjen ljungväxter. Inga underarter finns listade i Catalogue of Life.